# Газаева, Амина Хыйсановна
Амина Хыйсановна Газаева (карач.-балк. Газаланы Хыйсаны къызы Амина, род. 2 декабря 1993, Яникой, Кабардино-Балкарская республика, Российская Федерация) — кабардино-балкарская писательница и поэтесса. Член Союза писателей Кабардино-Балкарии и России (с 2016). Лауреат Литературной премии имени Кязима Мечиева и Исмаила Семёнова карачаево-балкарских писателей (2021).

## Биография
Родилась 2 декабря 1993 в ауле Яникой Кабардино-Балкарской Республики в знатной семье потомков балкарских коммунистов Исы (род. 1888) и Муссы Газаевых (1895–1938). Окончила финансовый факультет Кабардино-Балкарского аграрного университета (2015) и Кабардино-Балкарский государственный университет (2021).
Пишет и публикует своих стихотворения с детства. Ещё в школьные годы публиковала свои стихи в газетах «Заман», «Горянка», а позже в газетах «Литературная Россия» и «Минги Тау». Также принимала участие во встрече молодых поэтов республик Северного Кавказа, а в 2014 году номинировалась на литературную премию имени Кязима Мечиева и Исмагила Семенова, которую получила в 2021 году.
В 2015 году вышел сборник её произведений под названием «Барама Кёпюрге» («Иду к мосту»). Он включал несколько циклов стихотворений: «Къыйын эссе да жол» («Если даже тяжела дорога…») и «Сен керексе манга» («Ты нужен мне»).
С 2016 года является членом Союза писателей Кабардино-Балкарской Республики и Кабардино-Балкарского республиканского отделения Общероссийской общественной организации «Союз писателей России».
В 2022 году Амина Газаева участвовала во встрече молодых поэтов, где рассказала о книгах «Время слова. Новые имена в литературе Кабардино-Балкарии» и «Культурное единство и эстетическая уникальность литератур народов России».
В марте 2025 года сообщалось, что Амина Газаева — призёр регионального этапа Всероссийской олимпиады школьников по литературе.
В настоящее время работает в издательстве «Эльбрус».